# یواس‌اس وندربیلت (۱۸۶۲)
یواس‌اس وندربیلت (۱۸۶۲) (به انگلیسی: USS Vanderbilt (1862)) یک کشتی بود که طول آن ۳۳۱ فوت (۱۰۱ متر) بود. این کشتی در سال ۱۸۵۷ ساخته شد.